# Deinvillers
Deinvillers és un municipi francès, situat al departament dels Vosges i a la regió del Gran Est. L'any 2007 tenia 58 habitants.

## Demografia

### Població
El 2007 la població de fet de Deinvillers era de 58 persones. Hi havia 25 famílies, de les quals 7 eren unipersonals (7 dones vivint soles i 7 dones vivint soles), 7 parelles sense fills i 11 parelles amb fills.
La població ha evolucionat segons el següent gràfic:
Habitants censats

### Habitatges
El 2007 hi havia 27 habitatges, 24 eren l'habitatge principal de la família, 1 era una segona residència i 1 estava desocupat. 24 eren cases i 3 eren apartaments. Dels 24 habitatges principals, 17 estaven ocupats pels seus propietaris i 7 estaven llogats i ocupats pels llogaters; 1 tenia una cambra, 1 en tenia tres, 10 en tenien quatre i 13 en tenien cinc o més. 20 habitatges disposaven pel capbaix d'una plaça de pàrquing. A 12 habitatges hi havia un automòbil i a 10 n'hi havia dos o més.

### Piràmide de població
La piràmide de població per edats i sexe el 2009 era:
| Homes | Edats   | Dones |
| ----- | ------- | ----- |
| 0     | 95 o +  | 0     |
| 0     | 90 a 94 | 0     |
| 0     | 85 a 89 | 0     |
| 0     | 80 a 84 | 0     |
| 0     | 75 a 79 | 4     |
| 4     | 70 a 74 | 4     |
| 0     | 65 a 69 | 0     |
| 4     | 60 a 64 | 4     |
| 0     | 55 a 59 | 0     |
| 0     | 50 a 54 | 0     |
| 0     | 45 a 49 | 0     |
| 0     | 40 a 44 | 0     |
| 8     | 35 a 39 | 4     |
| 0     | 30 a 34 | 4     |
| 0     | 25 a 29 | 0     |
| 0     | 20 a 24 | 0     |
| 0     | 15 a 19 | 0     |
| 4     | 10 a 14 | 0     |
| 4     | 5 a 9   | 0     |
| 4     | 0 a 4   | 4     |

## Economia
El 2007 la població en edat de treballar era de 38 persones, 24 eren actives i 14 eren inactives. De les 24 persones actives 22 estaven ocupades (12 homes i 10 dones) i 2 estaven aturades (1 home i 1 dona). De les 14 persones inactives 3 estaven jubilades, 7 estaven estudiant i 4 estaven classificades com a «altres inactius».
Activitats econòmiques
L'any 2000 a Deinvillers hi havia 3 explotacions agrícoles que ocupaven un total de 504 hectàrees.

## Poblacions més properes
El següent diagrama mostra les poblacions més properes.